# Bagaras
Bagaras ou baqqarahs (em árabe: البقارة; Al-Baqārah; "pastor de novilhas" ou "pastor de bezerras") constituem uma vasta comunidade étnica nômade de povos com ancestralidade mista árabe e africana arabizada,habitando uma parte do Sahel principalmente entre o Lago Chade e o rio Nilo, próximo ao sul de Cordofão, com uma população superior a seis milhões. Eles são conhecidos como bagaras e abalas no Sudão e como árabes shuwas em Camarões, Nigéria e Chade Ocidental. O termo shuwa, de origem canúri, é menos utilizado em pesquisas acadêmicas, que preferem árabe chadiano.
Tradicionalmente nômades, criam gado bovino e ovino, migrando em busca de pastagens. Muitos, porém, já adotaram um estilo de vida sedentário. Embora nem todos se considerem um único grupo étnico, o termo "cultura bagara" é usado para descrever suas tradições e modo de vida. A comunidade se distribui principalmente no Sudão e no Chade, com pequenas minorias em países como Nigéria, Camarões, Níger, República Centro-Africana e Sudão do Sul.
Os bagaras falam principalmente seu próprio dialeto, conhecido como árabe chadiano. Entretanto, os bagaras do sul de Cordofão, devido ao contato com a população sedentária e com os criadores de camelos árabes sudaneses dessa antiga província, apresentam alguma influência do árabe sudanês em seu dialeto. A maioria dos bagaras é muçulmana e se autoidentifica como descendente de Jenide ibn Ahmad al-Jehini, cujos filhos teriam se deslocado da Península Arábica para a África via Egito, Tunísia e Norte da África, misturando-se com as populações locais. Eles se misturaram com outros povos da região, como furs, nubas e fulanis, e desempenharam um papel importante na história do Sudão e do Chade, especialmente durante a Revolta do Sudão Madista.